# Washington (Nebraska)
Pour les articles homonymes, voir Washington.
Washington est une ville du Nebraska, dans le Comté de Washington. 

## Histoire
La ville a été cadastrée en 1887 quand la compagnie de chemins de fer Fremont, Elkhorn and Missouri Valley Railroad s'étendit jusqu'à ce lieu. Le nom de la ville est issu du nom du comté et Washington fut érigé en village en 1915.

## Géographie
D'après le Bureau du recensement des États-Unis, la superficie du village est de 0,54 km2.

## Démographie
Au recensement de 2010, la population du village s'élève à 150 habitants.